# Lampsilis streckeri
Lampsilis streckeri är en musselart som beskrevs av Frierson 1927. Lampsilis streckeri ingår i släktet Lampsilis och familjen målarmusslor. IUCN kategoriserar arten globalt som akut hotad. Inga underarter finns listade i Catalogue of Life.